# John Wesley Judd
John Wesley Judd (Portsmouth, Hampshire, 18 de fevereiro de 1840 — 3 de março de 1916) foi um geólogo britânico.
Foi laureado com a medalha Wollaston de 1891, concedida pela Sociedade Geológica de Londres.

## Obras
- "The Geology of Rutland, and the parts of Lincoln, Leicester, Northampton, Huntingdon and Cambridge" 1875
- "Volcanoes, what they are, and what they teach"1881
- "On the structure and distribution of Coral Reefs" reedição de uma obra de Charles Darwin com uma introdução crítica de Judd, 1890
- "The Student's Lyell. A manual of elementary geology by Sir Charles Lyell", Londres, 1896
- "The Coming of Evolution. The story of a great revolution in science" 1910